# .460 Weatherby
Патрон .460 Weatherby Magnum — разработан фирмой Weatherby в 1958 году для охоты на самых крупных представителей наземной фауны, включая слонов и носорогов (так называемая большая пятёрка).
Имеет гильзу бутылочной формы с опорным буртиком. Снаряжается пулями экспансивными полуоболочечными типа TMR и неэкспансивными типа VMR. Оптимальная дистанция пристрелки 150 м. Производится фирмой Norma Precision в Швеции.